# 古茂山駅
古茂山駅（コムサンえき、こもさんえき）は、朝鮮民主主義人民共和国咸鏡北道富寧郡にある朝鮮民主主義人民共和国鉄道省咸北線と茂山線の駅である。

## 概要
古茂山駅は1916年11月5日、朝鮮総督府鉄道局咸鏡線の清津駅～蒼坪駅間が延伸された際に開業した。1934年（昭和9年）10月に古茂山駅は南満州鉄道北鮮鉄道管理局に管理が委託されたが、1940年（昭和15年）に再び朝鮮総督府鉄道局の管理に戻った。
太平洋戦争（大東亜戦争）末期に朝鮮に侵攻したソ連軍によって破壊され、その後さらに朝鮮戦争の勃発によって運休となったが、1960年代にソ連と中国の援助のもとで復旧工事が行われ、運転が再開された。現在は平壌駅から直通の急行列車が運行されている。